# Fritz Feierabend
Fritz Feierabend (Engelberg, 29 de junio de 1908-Stans, 25 de noviembre de 1978) fue un deportista suizo que compitió en bobsleigh en las modalidades doble y cuádruple.
Participó en tres Juegos Olímpicos de Invierno entre los años 1936 y 1952, obteniendo cinco medallas: dos platas en Garmisch-Partenkirchen 1936, una plata en Sankt Moritz 1948 y dos bronces en Oslo 1952. Ganó doce medallas en el Campeonato Mundial de Bobsleigh entre los años 1935 y 1955.

## Palmarés internacional
| Juegos Olímpicos   | Juegos Olímpicos                  | Juegos Olímpicos  | Juegos Olímpicos |
| Año                | Lugar                             | Medalla           | Prueba           |
| ------------------ | --------------------------------- | ----------------- | ---------------- |
| 1936               | Garmisch-Partenkirchen (Alemania) | Medalla de plata  | Doble            |
| 1936               | Garmisch-Partenkirchen (Alemania) | Medalla de plata  | Cuádruple        |
| 1948               | Sankt Moritz (Suiza)              | Medalla de plata  | Doble            |
| 1952               | Oslo (Noruega)                    | Medalla de bronce | Doble            |
| 1952               | Oslo (Noruega)                    | Medalla de bronce | Cuádruple        |
| Campeonato Mundial |                                   |                   |                  |
| Año                | Lugar                             | Medalla           | Prueba           |
| 1935               | Sankt Moritz (Suiza)              | Medalla de bronce | Cuádruple        |
| 1938               | Sankt Moritz (Suiza)              | Medalla de bronce | Doble            |
| 1939               | Cortina d'Ampezzo (Italia)        | Medalla de oro    | Cuádruple        |
| 1947               | Sankt Moritz (Suiza)              | Medalla de oro    | Doble            |
| 1947               | Sankt Moritz (Suiza)              | Medalla de oro    | Cuádruple        |
| 1949               | Lake Placid (Estados Unidos)      | Medalla de plata  | Doble            |
| 1949               | Lake Placid (Estados Unidos)      | Medalla de bronce | Cuádruple        |
| 1950               | Cortina d'Ampezzo (Italia)        | Medalla de oro    | Doble            |
| 1950               | Cortina d'Ampezzo (Italia)        | Medalla de plata  | Cuádruple        |
| 1954               | Cortina d'Ampezzo (Italia)        | Medalla de oro    | Cuádruple        |
| 1955               | Sankt Moritz (Suiza)              | Medalla de oro    | Doble            |
| 1955               | Sankt Moritz (Suiza)              | Medalla de plata  | Cuádruple        |